# Typhocesis floccosa
Typhocesis floccosa là một loài bọ cánh cứng trong họ Cerambycidae.